# Мікаель Форсселль
Мікаель Форсселль (фін. Mikael Forssell, нар. 15 березня 1981, Штайнфурт) — фінський футболіст, що грав на позиції нападника за низку фінських, англійських та німецьких клубних команд, а також за національну збірну Фінляндії, у складі якої з 29 забитими голами є другим найкращим бомбардиром в історії.

## Клубна кар'єра
Народився 15 березня 1981 року в німецькому Штайнфурті. Вихованець футбольної школи клубу «ГІК». Дорослу футбольну кар'єру розпочав 1997 року в основній команді того ж клубу.
За «ГІК» форвард встиг відіграти лише один сезон, після чого 17-річного гравця запросив до своїх лав лондонський «Челсі». Тогочасний головний тренер команди Джанлука Віаллі з початку 1999 року почав включати фінського нападника до основного складу лондонців, у січні той дебютував у Прем'єр-лізі і тоді ж забив свої перші голи в Англії, відразу відзначившись дублем у ворота «Оксфорд Юнайтед» у грі в рамках розіграшу кубка країни. Утім влітку 1999 року лондонський клуб виклав 10 мільйонів фунтів за Кріса Саттона, що відразу суттєво зменшило шанси молодого фінського нападника на отримання ігрового часу у команді. 
Тож вже на початку 2000 року його було віддано в оренду до друголігового «Крістал Пелес», в якому той за півтора роки забив 18 голів у 62 матчах усіх турнірів.
Сезон 2001/02 знову провів у розпорядженні «Челсі», де спочатку приємно вразив нового головного тренера Клаудіо Раньєрі своєю ефективністю, забивши по одного голу в чотирьох матчах поспіль. Утім згодом його результативність впала, а наявність таких конкурентів за місце у нападі «Челсі» як Джанфранко Дзола, Джиммі Флойд Гассельбайнк та Ейдур Ґудьйонсен не надавала другого шансу проявити себе у команді.  
Тож Форсселль знову відправився в оренди — спочатку першу половину 2003 року провів у менхенгладбаській «Боруссії», а згодом півтора роки грав за «Бірмінгем Сіті». Першу половину 2005 року знову провів у «Челсі», де майже не грав, натомість відновлюючись від травми коліна, після чого став вже повноцінним гравцем «Бірмінгем Сіті», з яким уклав трирічний контракт.
Влітку 2008 року на правах вільного агента уклав трирічний контракт з клубом німецької Бундесліги «Ганновер 96», в якому починав як гравець основного складу, проте протягом останніх років контракту вже з'являвся на полі лише епізодично. 
2011 року приєднався до друголігового на той час англійського «Лідс Юнайтед», проте вже й на цьому рівні не зміг вибороти конкуренцію за місце в основному складі, з'являвся на полі здебільшого на заміну і залишив команду відразу по завершенні однорічного контракту. 
В подальшому грав на батьківщині за рідний «ГІК» та в Німеччині за друголіговий «Бохум», а завершив ігрову кар'єру у фінському «ГІФК» 2018 року.

## Виступи за збірні
2001 року грав за юнацьку збірну Фінляндії (U-20). Залучався до складу молодіжної збірної Фінляндії. На молодіжному рівні зіграв у 8 офіційних матчах.
1999 року дебютував в офіційних матчах у складі національної збірної Фінляндії. Протягом кар'єри у національній команді, яка тривала 16 років, провів у її формі 88 матчів, забивши 29 голів. За кількістю забитих м'ячів за збірну поступається лише своєму багаторічному партнерові по національній команді Ярі Літманену, на рахунку якого 32 забитих м'ячі.
| Дата       | Місто             | Господарі          | Результат | Гості                | Турнір            | Голи | Примітки |
| ---------- | ----------------- | ------------------ | --------- | -------------------- | ----------------- | ---- | -------- |
| 9-6-1999   | Кишинів           | Молдова            | 1 – 1     | Фінляндія            | Відбір до ЧЄ 2000 | -    | 61'      |
| 29-3-2000  | Кардіфф           | Уельс              | 1 – 2     | Фінляндія            | товариський матч  | -    | 46'      |
| 26-4-2000  | Гельсінкі         | Фінляндія          | 0 – 0     | Польща               | товариський матч  | -    | 58'      |
| 16-8-2000  | Гельсінкі         | Фінляндія          | 3 – 1     | Норвегія             | товариський матч  | -    | 81'      |
| 2-9-2000   | Гельсінкі         | Фінляндія          | 2 – 1     | Албанія              | Відбір до ЧС 2002 | -    | 78'      |
| 7-10-2000  | Афіни             | Греція             | 1 – 0     | Фінляндія            | Відбір до ЧС 2002 | -    | 46'      |
| 11-10-2000 | Гельсінкі         | Фінляндія          | 0 – 0     | Англія               | Відбір до ЧС 2002 | -    | 76'      |
| 15-11-2000 | Дублін            | Ірландія           | 3 – 0     | Фінляндія            | товариський матч  | -    | 46'      |
| 28-2-2001  | Люксембург        | Люксембург         | 0 – 1     | Фінляндія            | товариський матч  | 1    |          |
| 24-3-2001  | Лондон            | Англія             | 2 – 1     | Фінляндія            | Відбір до ЧС 2002 | -    | 63'      |
| 25-4-2001  | Будапешт          | Угорщина           | 0 – 0     | Фінляндія            | товариський матч  | -    | 74'      |
| 9-5-2001   | Курессааре        | Естонія            | 1 – 1     | Фінляндія            | товариський матч  | -    | 83'      |
| 2-6-2001   | Гельсінкі         | Фінляндія          | 2 – 2     | Німеччина            | Відбір до ЧС 2002 | 2    |          |
| 15-8-2001  | Гельсінкі         | Фінляндія          | 4 – 1     | Бельгія              | товариський матч  | 1    | 81'      |
| 1-9-2001   | Тирана            | Албанія            | 0 – 2     | Фінляндія            | Відбір до ЧС 2002 | -    | 67'      |
| 5-9-2001   | Гельсінкі         | Фінляндія          | 5 – 1     | Греція               | Відбір до ЧС 2002 | 2    | 81'      |
| 6-10-2001  | Гельзенкірхен     | Німеччина          | 0 – 0     | Фінляндія            | Відбір до ЧС 2002 | -    |          |
| 20-3-2002  | Картахена         | Південна Корея     | 2 – 0     | Фінляндія            | товариський матч  | -    |          |
| 27-3-2002  | Порту             | Португалія         | 1 – 4     | Фінляндія            | товариський матч  | 1    | 68'      |
| 12-2-2003  | Белфаст           | Північна Ірландія  | 0 – 1     | Фінляндія            | товариський матч  | -    | 46'      |
| 29-3-2003  | Палермо           | Італія             | 2 – 0     | Фінляндія            | Відбір до ЧЄ 2004 | -    |          |
| 30-4-2003  | Вантаа            | Фінляндія          | 3 – 0     | Ісландія             | товариський матч  | 1    | 85'      |
| 7-6-2003   | Гельсінкі         | Фінляндія          | 3 – 0     | Сербія та Чорногорія | Відбір до ЧЄ 2004 | 1    | 79'      |
| 11-6-2003  | Гельсінкі         | Фінляндія          | 0 – 2     | Італія               | Відбір до ЧЄ 2004 | -    |          |
| 20-8-2003  | Копенгаген        | Данія              | 1 – 1     | Фінляндія            | товариський матч  | -    |          |
| 6-9-2003   | Баку              | Азербайджан        | 1 – 2     | Фінляндія            | Відбір до ЧЄ 2004 | -    |          |
| 10-9-2003  | Кардіфф           | Уельс              | 1 – 1     | Фінляндія            | Відбір до ЧЄ 2004 | 1    |          |
| 11-10-2003 | Тампере           | Фінляндія          | 3 – 2     | Канада               | товариський матч  | 1    |          |
| 28-5-2004  | Тампере           | Фінляндія          | 1 – 3     | Швеція               | товариський матч  | -    |          |
| 4-9-2004   | Тампере           | Фінляндія          | 3 – 0     | Андорра              | Відбір до ЧС 2006 | -    |          |
| 8-9-2004   | Єреван            | Вірменія           | 0 – 2     | Фінляндія            | Відбір до ЧС 2006 | 1    |          |
| 2-6-2005   | Гельсінкі         | Фінляндія          | 0 – 1     | Данія                | товариський матч  | -    | 79'      |
| 8-6-2005   | Гельсінкі         | Фінляндія          | 0 – 4     | Нідерланди           | Відбір до ЧС 2006 | -    | 74'      |
| 17-8-2005  | Скоп'є            | Північна Македонія | 0 – 3     | Фінляндія            | Відбір до ЧС 2006 | -    | 61'      |
| 3-9-2005   | Андорра-ла-Велья  | Андорра            | 0 – 0     | Фінляндія            | Відбір до ЧС 2006 | -    | 73'      |
| 7-9-2005   | Тампере           | Фінляндія          | 5 – 1     | Північна Македонія   | Відбір до ЧС 2006 | 3    |          |
| 8-10-2005  | Гельсінкі         | Фінляндія          | 0 – 1     | Румунія              | Відбір до ЧС 2006 | -    | 73'      |
| 12-10-2005 | Гельсінкі         | Фінляндія          | 0 – 3     | Чехія                | Відбір до ЧС 2006 | -    | 63'      |
| 1-3-2006   | Мінськ            | Білорусь           | 2 – 2     | Фінляндія            | товариський матч  | 1    |          |
| 25-5-2006  | Гетеборг          | Швеція             | 0 – 0     | Фінляндія            | товариський матч  | -    | 77'      |
| 16-8-2006  | Гельсінкі         | Фінляндія          | 1 – 2     | Північна Ірландія    | товариський матч  | -    | 57'      |
| 2-9-2006   | Бидгощ            | Польща             | 1 – 3     | Фінляндія            | Відбір до ЧЄ 2008 | -    | 87'      |
| 7-10-2006  | Єреван            | Вірменія           | 0 – 0     | Фінляндія            | Відбір до ЧЄ 2008 | -    | 66'      |
| 11-10-2006 | Алмати            | Казахстан          | 0 – 2     | Фінляндія            | Відбір до ЧЄ 2008 | -    | 72'      |
| 28-3-2007  | Баку              | Азербайджан        | 1 – 0     | Фінляндія            | Відбір до ЧЄ 2008 | -    | 86'      |
| 2-6-2007   | Гельсінкі         | Фінляндія          | 0 – 2     | Сербія               | Відбір до ЧЄ 2008 | -    | 62'      |
| 6-6-2007   | Гельсінкі         | Фінляндія          | 2 – 0     | Бельгія              | Відбір до ЧЄ 2008 | -    | 89'      |
| 8-9-2007   | Белград           | Сербія             | 0 – 0     | Фінляндія            | Відбір до ЧЄ 2008 | -    | 74'      |
| 12-9-2007  | Гельсінкі         | Фінляндія          | 0 – 0     | Польща               | Відбір до ЧЄ 2008 | -    | 72'      |
| 17-11-2007 | Гельсінкі         | Фінляндія          | 2 – 1     | Азербайджан          | Відбір до ЧЄ 2008 | 1    |          |
| 21-11-2007 | Порту             | Португалія         | 0 – 0     | Фінляндія            | Відбір до ЧЄ 2008 | -    | 62'      |
| 6-2-2008   | Афіни             | Греція             | 2 – 1     | Фінляндія            | товариський матч  | -    |          |
| 26-3-2008  | Софія (місто)     | Болгарія           | 2 – 1     | Фінляндія            | товариський матч  | -    | 61'      |
| 29-5-2008  | Анкара            | Туреччина          | 2 – 0     | Фінляндія            | товариський матч  | -    | 78'      |
| 2-6-2008   | Гельсінкі         | Фінляндія          | 1 – 1     | Білорусь             | товариський матч  | -    | 81'      |
| 20-8-2008  | Гельсінкі         | Фінляндія          | 2 – 0     | Ізраїль              | товариський матч  | -    | 78'      |
| 10-9-2008  | Гельсінкі         | Фінляндія          | 3 – 3     | Німеччина            | Відбір до ЧС 2010 | -    | 41'      |
| 11-10-2008 | Гельсінкі         | Фінляндія          | 1 – 0     | Азербайджан          | Відбір до ЧС 2010 | 1    |          |
| 15-10-2008 | Москва            | Росія              | 3 – 0     | Фінляндія            | Відбір до ЧС 2010 | -    |          |
| 11-2-2009  | Лісабон           | Португалія         | 1 – 0     | Фінляндія            | товариський матч  | -    | 46'      |
| 28-3-2009  | Кардіфф           | Уельс              | 0 – 2     | Фінляндія            | Відбір до ЧС 2010 | -    | 89'      |
| 1-4-2009   | Осло              | Норвегія           | 3 – 2     | Фінляндія            | товариський матч  | -    | 77'      |
| 6-6-2009   | Гельсінкі         | Фінляндія          | 2 – 1     | Ліхтенштейн          | Відбір до ЧС 2010 | 1    |          |
| 10-6-2009  | Гельсінкі         | Фінляндія          | 0 – 3     | Росія                | Відбір до ЧС 2010 | -    |          |
| 12-8-2009  | Стокгольм         | Швеція             | 1 – 0     | Фінляндія            | товариський матч  | -    | 77'      |
| 21-5-2010  | Таллінн           | Естонія            | 2 – 0     | Фінляндія            | товариський матч  | -    | 81'      |
| 29-5-2010  | Краків            | Польща             | 0 – 0     | Фінляндія            | товариський матч  | -    | 66'      |
| 11-8-2010  | Гельсінкі         | Фінляндія          | 1 – 0     | Бельгія              | товариський матч  | -    | 80'      |
| 3-9-2010   | Кишинів           | Молдова            | 2 – 0     | Фінляндія            | Відбір до ЧЄ 2012 | -    | 81'      |
| 7-9-2010   | Роттердам         | Нідерланди         | 2 – 1     | Фінляндія            | Відбір до ЧЄ 2012 | 1    | 81'      |
| 12-10-2010 | Гельсінкі         | Фінляндія          | 1 – 2     | Угорщина             | Відбір до ЧЄ 2012 | 1    |          |
| 17-11-2010 | Гельсінкі         | Фінляндія          | 8 – 0     | Сан-Марино           | Відбір до ЧЄ 2012 | 3    |          |
| 9-2-2011   | Гент              | Бельгія            | 1 – 1     | Фінляндія            | товариський матч  | -    | 65'      |
| 29-3-2011  | Авейру (значення) | Португалія         | 2 – 0     | Фінляндія            | товариський матч  | -    | 73'      |
| 3-6-2011   | Серравалле        | Сан-Марино         | 0 – 1     | Фінляндія            | Відбір до ЧЄ 2008 | 1    | 90'      |
| 7-6-2011   | Стокгольм         | Швеція             | 5 – 0     | Фінляндія            | Відбір до ЧЄ 2008 | -    |          |
| 2-9-2011   | Гельсінкі         | Фінляндія          | 4 – 1     | Молдова              | Відбір до ЧЄ 2012 | 1    |          |
| 6-9-2011   | Гельсінкі         | Фінляндія          | 0 – 2     | Нідерланди           | Відбір до ЧЄ 2012 | -    | 86'      |
| 7-10-2011  | Гельсінкі         | Фінляндія          | 1 – 2     | Швеція               | Відбір до ЧЄ 2012 | -    | 60'      |
| 11-10-2011 | Будапешт          | Угорщина           | 0 – 0     | Фінляндія            | Відбір до ЧЄ 2012 | -    | 66'      |
| 15-11-2011 | Есб'єрг           | Данія              | 2 – 1     | Фінляндія            | товариський матч  | -    | 90'      |
| 23-1-2013  | Чіангмай          | Таїланд            | 1 – 3     | Фінляндія            | King's Cup        | 2    |          |
| 26-1-2013  | Чіангмай          | Швеція             | 3 – 0     | Фінляндія            | King's Cup        | -    |          |
| 6-2-2013   | Нетанья           | Ізраїль            | 2 – 1     | Фінляндія            | товариський матч  | -    | 73'      |
| 26-3-2013  | Люксембург        | Люксембург         | 0 – 3     | Фінляндія            | товариський матч  | 1    | 48'      |
| 7-6-2013   | Гельсінкі         | Фінляндія          | 1 – 0     | Білорусь             | Відбір до ЧС 2014 | -    | 77'      |
| 31-10-2013 | Маямі             | Мексика            | 4 – 2     | Фінляндія            | товариський матч  | -    | 46'      |
| 24-1-2014  | Нізва             | Оман               | 0 – 0     | Фінляндія            | товариський матч  | -    | 86'      |
| Усього     |                   | Матчів (6 місце)   | 88        |                      | Голів (2 місце)   | 29   |          |

## Титули і досягнення
- Володар Кубка Фінляндії (1):

«ГІК»: 1998
- Чемпіон Англії (1):

«Челсі»: 2004-2005